# Countess Veschi's Jewels
Countess Veschi's Jewels è un cortometraggio muto del 1915. Il nome del regista non viene riportato.

## Produzione
Il film fu prodotto dalla Essanay Film Manufacturing Company.

## Distribuzione
Distribuito dalla General Film Company, il film - un cortometraggio in due bobine - uscì nelle sale cinematografiche USA il 2 aprile 1915.